# Dimorphocalyx bulusanensis
Dimorphocalyx bulusanensis là một loài thực vật có hoa trong họ Đại kích. Loài này được (Elmer) Airy Shaw mô tả khoa học đầu tiên năm 1972.